# Gunars Larsens
Gunars Larsens (* 1949 in Lüttich) ist ein Violinist und Musikpädagoge lettischer Familienherkunft, der in Australien aufwuchs und studierte und ab 1973 in der Schweiz wirkte.

## Leben und Werk
Gunars Larsens wuchs in Australien auf. Er studierte an der University of Adelaide sowie bei Lukas David, Tibor Varga und bei Franco Gulli. Gunars Larsens lehrte seit 1973 am Luzerner Konservatorium Violine. Seit 1974 wirkte er als Konzertmeister der Festival Strings Lucerne. Später wirkte er als Professor für Streichinstrumente an der „Jāzeps Vītols Latvian Academy of Music“ in Riga. Zwei der Kinder Gunars Larsens’, Sohn Imants Larsens und Tochter Rasmar Larsens, betätigen sich ebenfalls berufsmäßig als Violinisten.